# علم التشكل (عمارة)

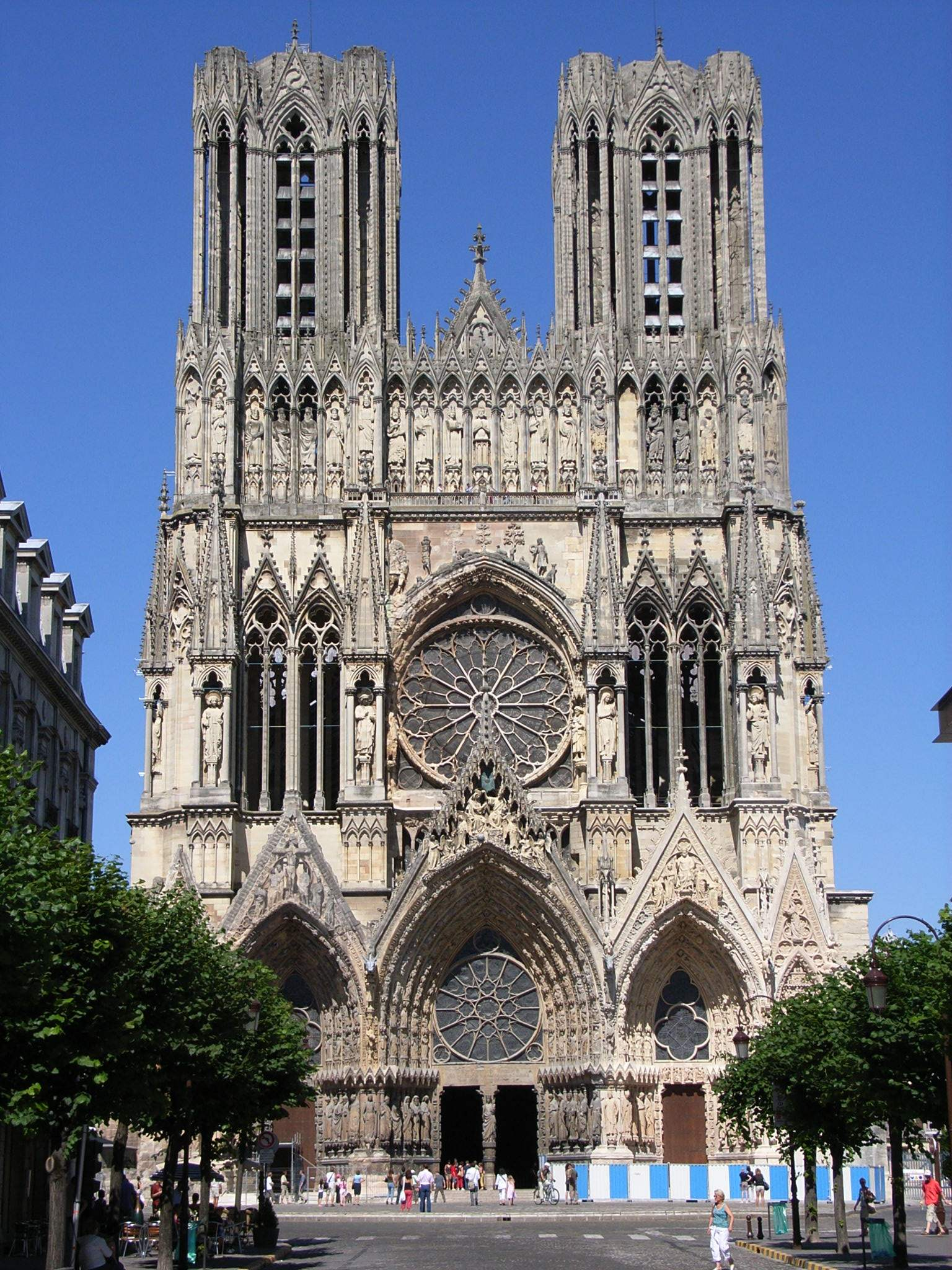
كاتدرائية ريمس

يشير علم التشكل (Morphology ) في العمارة الى دراسة تطور شكل المشروع. وغالبًا ما يصف التغييرات في شكل المباني والمدن وتطور علاقتها مع الناس. وغالبًا ما يصف تطور التصميم من المفهوم الأولي إلى التنفيذ، ولكن يمكن أيضًا فهمه على أنه الدراسة الفئوية في تغيير المباني واستخدامها من منظور تاريخي. على غرار أنواع الموسيقى، يجمع علم التشكل "الحركات" ويصل إلى تعريفات "الأنماط" المعمارية.
ويشير علم التشكل (morphology ) في التصميم المعماري إلى دراسة تشكل المبنى أو البيئة المعمارية. ويركز على تحليل ومعالجة العناصر الأساسية للمشروع المعماري، كالتكتيل والتشكيل والجيومتري والنسب والمواد والهيكل.